# Сабіна (Огайо)
Сабіна (англ. Sabina) — селище (англ. village) в США, в окрузі Клінтон штату Огайо. Населення — 2499 осіб (2020).

## Географія
Сабіна розташована за координатами 39°29′26″ пн. ш. 83°38′2″ зх. д. / 39.49056° пн. ш. 83.63389° зх. д. (39.490637, -83.633876).  За даними Бюро перепису населення США в 2010 році селище мало площу 3,34 км², з яких 3,32 км² — суходіл та 0,02 км² — водойми.

## Демографія
Згідно з переписом 2010 року, у селищі мешкали 2564 особи в 1028 домогосподарствах у складі 676 родин. Густота населення становила 767 осіб/км².  Було 1160 помешкань (347/км²).
Расовий склад населення:
| - 97,0 % — білих - 0,9 % — чорних або афроамериканців - 0,3 % — корінних американців - 0,3 % — азіатів |

До двох чи більше рас належало 1,4 %. Частка іспаномовних становила 0,9 % від усіх жителів.
За віковим діапазоном населення розподілялося таким чином: 24,2 % — особи молодші 18 років, 60,4 % — особи у віці 18—64 років, 15,4 % — особи у віці 65 років та старші. Медіана віку мешканця становила 38,5 року. На 100 осіб жіночої статі у селищі припадало 94,8 чоловіків;  на 100 жінок у віці від 18 років та старших — 92,3 чоловіків також старших 18 років.
Середній дохід на одне домашнє господарство  становив 40 947 доларів США (медіана — 34 414), а середній дохід на одну сім'ю — 48 341 долар (медіана — 46 936). Медіана доходів становила 38 409 доларів для чоловіків та 26 528 доларів для жінок. За межею бідності перебувало 27,8 % осіб, у тому числі 35,5 % дітей у віці до 18 років та 29,2 % осіб у віці 65 років та старших.
Цивільне працевлаштоване населення становило 1012 особи. Основні галузі зайнятості: виробництво — 19,7 %, роздрібна торгівля — 19,2 %, освіта, охорона здоров'я та соціальна допомога — 16,0 %.